# Нанак
Гуру Нанак Дэв (в.-пандж. ਗੁਰੂ ਨਾਨਕ ਦੇਵ, IAST: Gurū Nānak Dēv; 15 апреля 1469, Нанкана-Сахиб, Делийский султанат — 22 сентября 1539, Картарпур, Империя Великих Моголов) — основатель религии сикхизма и первый сикхский гуру из Десяти гуру сикхов. Имеет много других имён и титулов. В Пенджабе его почитают не только сикхи, но и индуисты.

## Жизнеописание
Жизнеописания гуру Нанака собраны в сочинениях, которые называются Джанамсакхи («Janamsākhīs»). Наиболее известное жизнеописание написал Бхай Бала перед смертью Нанака. Критически настроенные учёные однако считают, что по стилю и языку жизнеописание относится определённо к периоду после его смерти.
Сочинение Бхай Гурдаса тоже было собрано после смерти гуру Нанака и содержит меньше подробностей, но высоко почитается сикхами и считается заслуживающим доверия.

### Рождение
Нанак родился 15 апреля 1469 года в семье Беди, принадлежащей индуистскому клану Кхатри. Его отец, Мехта Калу, был патвари — чиновником правительства, производящим расчёт доходов от земель. Он работал на мусульманского землевладельца Рай Буллара. Мать Нанака носила имя Мата Трипта. У него была также старшая сестра Биби Нанки.

### Детство и юность
С раннего возраста Гуру Нанак Джи был необыкновенным ребенком, отличавшимся глубоким, созерцательным умом и рациональным мышлением, он часто поражал своих старших и учителей возвышенностью своих знаний, особенно в божественных вопросах.
В детстве он отказывался участвовать в традиционных индуистских религиозных ритуалах и часто выступал против распространенных в обществе установлений и практик, таких как кастовая система, идолопоклонство и поклонение дэвам (которые лишь отражение Абсолюта Брахмана).
К шестнадцати годам Гуру Нанак Дев Джи ознакомился и познал религиозные тексты и и знал ряд языков, включая санскрит, персидский и хинди, и писал тексты, которые многие считали вдохновленными Богом композициями.

### Миссия
Сикхская традиция рассказывает, что однажды Нанак пропал, и уже все стали считать, что он утонул, когда ходил купаться утром на реку Кали Бейн, но через три дня он снова появился, и на все вопросы отвечал только одно: «Там нет хинду, там нет мусульман» (на пенджаби: «nā kō hindū nā kō musalmān»).
С этого момента Нанак стал распространять своё учение, и считается, что это было началом сикхизма (хотя в движении «Сант мат» до него насчитывают ещё ряд гуру, гимны которых вошли в священную книгу сикхов: Намдев, Кабир, Равидас). Он совершил четыре дальние поездки, преодолев много тысяч километров, точный его маршрут служит предметом споров. Местами поломничеств были как священные места индуистов, так и мусульман. Первая поездка имела целью Бенгалию и Ассам, вторая — на Шри Ланку через Тамилнад, третья — на север: в Кашмир, Ладакх и Тибет, последняя — в Багдад и Мекку.

### Отцовство
Нанак женился на дочери Мулчанда Чона — Сулакни, торговца рисом из города Батала. У него было два сына. Старший сын Шри Чанд стал аскетом (садху), погружённым в себя. Младший сын Лакшми Дас был полностью погружён в мирские заботы. Нанак считал, что оба сына не смогли перенять у него статус гуру.

### Поздние годы жизни
В последние годы своей жизни Гуру Джи поселился в поселке Картарпур (санскр. — «Город Творца») на берегу реки Рави в Пенджабе. Здесь он надел одежду крестьянина, зарабатывая себе на жизнь честным трудом, возделывая землю. Последователи приезжали из ближнего и дальнего зарубежья, чтобы послушать Учителя. Он ввёл в Картарпуре институт Лангар (бесплатная общая кухня), установив основное равенство всех людей независимо от их социального и экономического положения (люди разных каст могли находиться рядом и принимать участие в совместных трапезах, что было неприемлемо для традиционного кастового индуистского общества.)
В 1539 году, зная, что конец близок, Гуру Джи, после многолетних испытаний двух своих сыновей и нескольких последователей, назначил Бхаи Лехна Джи (Гуру Ангад Дев Джи) «Вторым Нанаком», а через несколько дней перешёл в Сач Кханд (описанное как обитель Ниранкара («Бесформенного»), Сач Кханд — это не географическое место, а конечное состояние эволюции человеческого сознания).

### Наследие Гуру Нанака
Сочинения Гуру Нанака Дев Джи в виде 974 духовных гимнов, включающих Джап Джи Сахиб, Аса ди Вар, Бара Мах, Сидх Гошт и Дакхни Онкар, были включены в писание «Сири Гуру Грантх Сахиб» пятым Гуру Арджаном Дев Джи. Все сикхские Гуру после Гуру Нанака продолжали называть себя «Нанаком», записывая свои тексты, ставшие священными писаниями. Таким образом, сикхи верят, что все Гуру обладали одним и тем же божественным светом и еще больше укрепляли ту же доктрину, которую распространял Гуру Нанак.
Гуру Нанак Джаянти — проводимый в честь Гуру Нанака ежегодный фестиваль сикхов, который проводится в месяце каттик (октябрь — ноябрь).

## Учение
В Султампуре Нанак сформулировал три основных положения (столпа) сикхизма:
1. Симран[англ.] и Наан Джапна[англ.] — практика медитации на Бога и пение специальных мантр с Именем Бога — Вахегуру[англ.].
2. Кират Карни[англ.] — чтобы все сикхи жили в своих домах, вели хозяйство и своим физическим или умственным трудом обеспечивали себе жизнь, принимая дары и благословения Бога.
3. Ванд кай Шако[англ.] — разделение имущества с сикхской общиной.

## Галерея

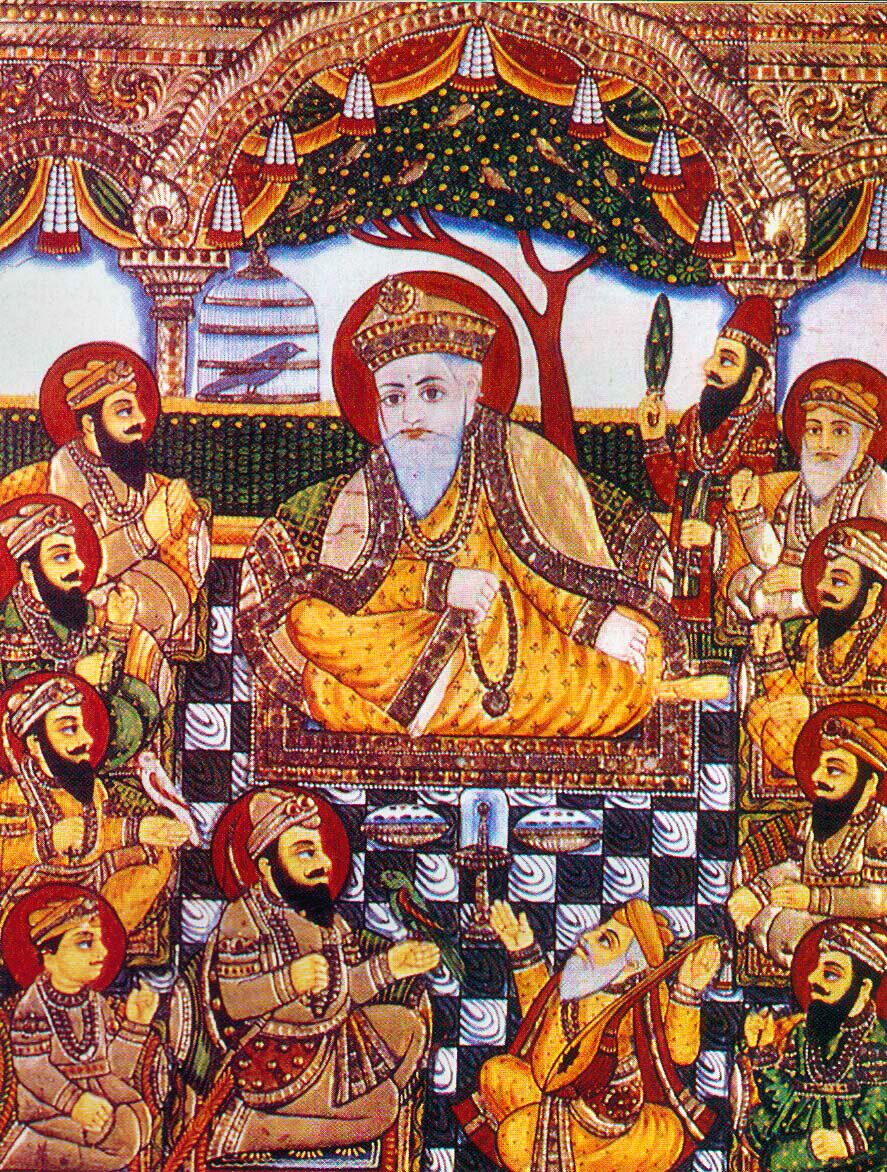
Гуру Нанак с Бхаем Балой и Бхай Марданой и сикхскими гуру
Гуру Нанак
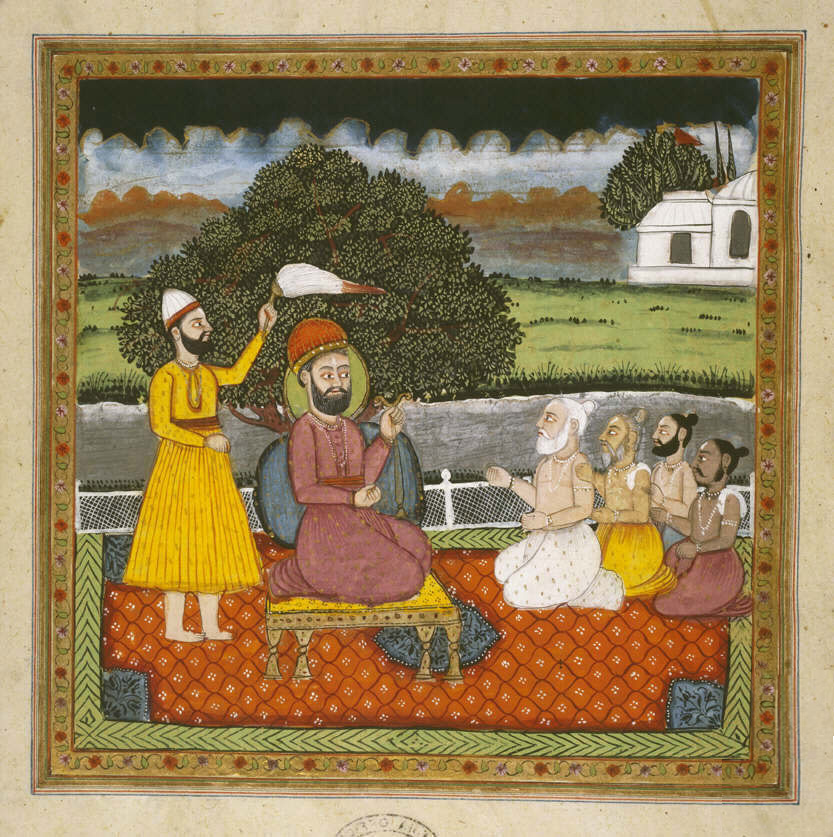
Нанак с индуистскими садху
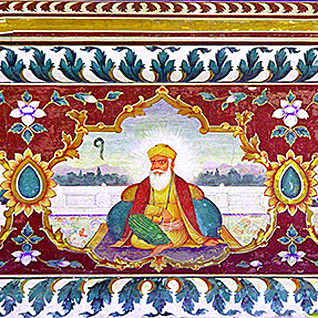
Фреска Гуру Нанака